# Heracleion
Heracleion, nota anche come Thonis, era una città dell'antico Egitto situata nel Delta del Nilo, le cui rovine si trovano oggi sommerse nella baia di Abukir, a 2,5 km dalla costa.

## Archeologia
La città si trovava in origine su una delle isole del Delta del Nilo, ed era attraversata da una rete di canali. Possedeva diversi ancoraggi ed un grande tempio dedicato a Khonsu, che i greci identificarono poi con Eracle. In tempi successivi, il culto di Amon divenne preminente.
Era anche il luogo della celebrazione dei Misteri di Osiride, che si compiva ogni anno durante il mese di khoiak. Il dio nella sua barca cerimoniale veniva portato in processione dal tempio cittadino di Amon fino al suo santuario a Canopo.
Heracleion prosperò particolarmente tra il VI ed il IV secolo a.C. come dimostrato da numerosi ritrovamenti archeologici: in questo periodo fu probabilmente il principale porto d'Egitto. Il faraone Nectanebo I, che regnò dal 380 al 362 a.C., ordinò molte aggiunte al tempio.
La città affondò nel VI o VII secolo d.C., probabilmente a causa di grandi terremoti e/o inondazioni.

Le rovine sommerse vennero infine individuate e riscoperte dall'archeologo subacqueo francese Franck Goddio nel 2000. Fino ad allora, gli studiosi non avevano la certezza che Heracleion e Thonis fossero un'unica città.

## Testimonianze anteriori alla riscoperta
Fino a tempi assai recenti, la città di Heracleion era nota solamente da poche fonti letterarie ed epigrafiche.
Nel periodo greco le origini leggendarie di Heracleion venivano fatte risalire al XII secolo a.C.. Secondo la tradizione, Paride ed Elena vi rimasero bloccati durante la loro fuga da Menelao, prima che iniziasse la guerra di Troia. Inoltre, Eracle stesso avrebbe visitato la città, la quale avrebbe poi preso da lui il nome.
Tra le testimonianze storiche antiche, la città viene citata da Diodoro Siculo (1.9.4) e Strabone (17. 1.16), oltre che da Erodoto (2.113). Una fonte riferisce che la città fosse un emporion, allo stesso modo della più famosa Naucratis.
Tra i reperti che la menzionano c'è la cosiddetta Stele di Naucratis, realizzata sotto Nectanebo I: nella stele si specifica che un decimo delle tasse d'importazione delle merci giunte a Thonis/Heracleion stava al santuario di Neith a Sais. Una copia identica di tale stele è stata ritrovata proprio nel sito subacqueo dove sorgeva Heracleion. Viene citata anche nel Decreto di Canopo, onorante Tolomeo III.

## Galleria d'immagini

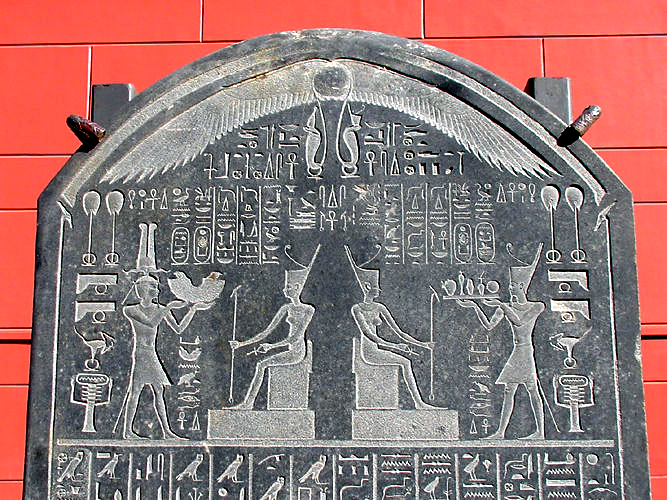
La Stele di Naucratis, sulla quale viene menzionata la città di Heracleion/Thonis.
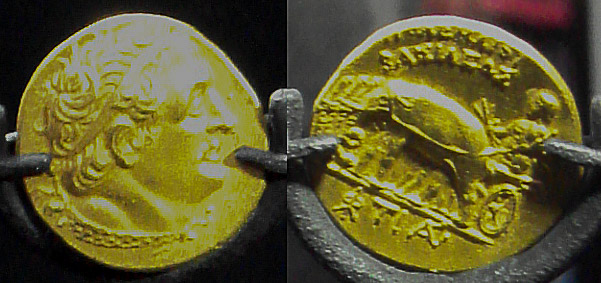
Moneta tolemaica recuperata dalla città sommersa.
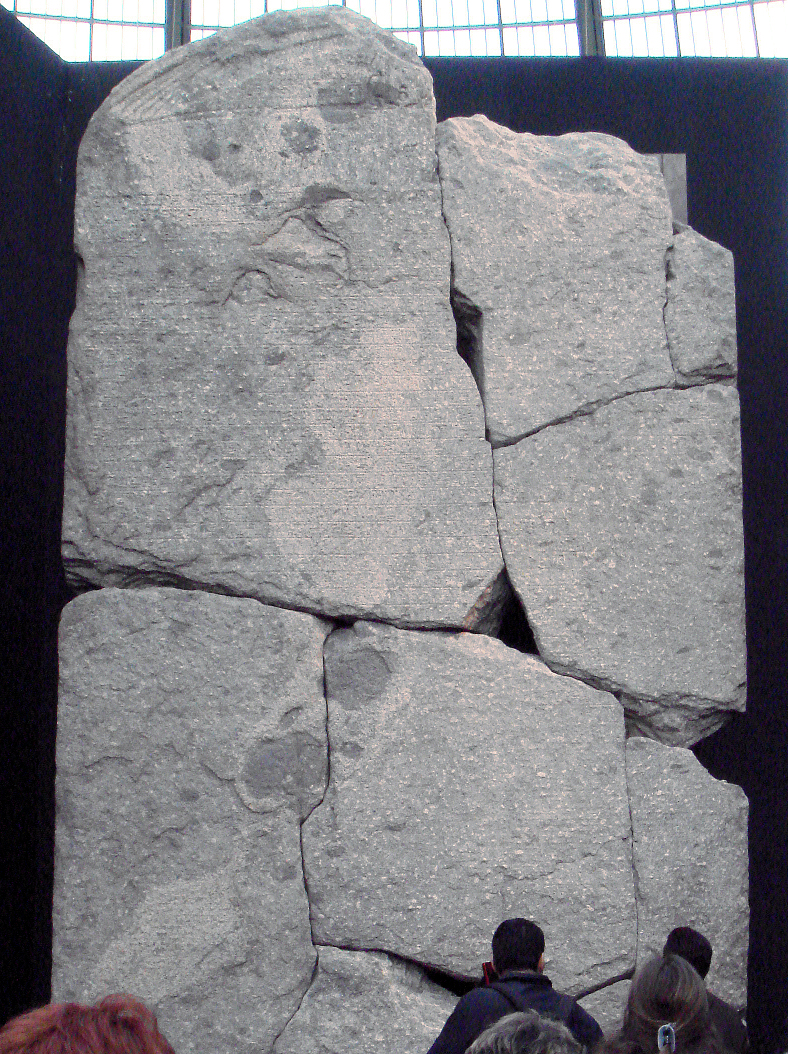
La stele di Tolomeo VIII in origine posta davanti al tempio di Heracleion.